# 安達駅 (黒龍江省)
安達駅（あんたつえき）とは、中華人民共和国黒竜江省綏化市安達市に位置する浜洲線、哈斉旅客専用線の駅。駅の代碼は57377、二等駅。

## 歴史
- 1900年　開業。
- 2015年　駅舎新築竣工[1]。

## 隣の駅
中華人民共和国鉄道部
浜洲線
羊草駅 - 安達駅 - 臥里屯駅
哈斉旅客専用線
肇東駅 - 安達駅 - 大慶東駅

## 脚註
1. ↑  安達火車站候車庁竣工投入使用 Archived 2016年5月31日, at the Wayback Machine.

座標: 北緯46度24分02秒 東経125度18分58秒 / 北緯46.400590度 東経125.316006度